# Općina Domžale
Domžale (povijesno Domseldorf) je općina blizu Ljubljane u istočnom dijelu Gorenjske, Slovenija. 

## Unutarnje poveznice
- Domžale